# Aidoniá (ort i Grekland, Nomós Prevézis)
Aidoniá är en ort i Grekland.   Den ligger i prefekturen Nomós Prevézis och regionen Epirus, i den västra delen av landet, 300 km nordväst om huvudstaden Aten. Aidoniá ligger 435 meter över havet och antalet invånare är 185.
Terrängen runt Aidoniá är huvudsakligen kuperad, men norrut är den bergig. Runt Aidoniá är det ganska glesbefolkat, med 30 invånare per kvadratkilometer. Närmaste större samhälle är Kanaláki, 3,6 km norr om Aidoniá. == Kommentarer ==
1. ↑  Framräknat ur variansen i alla höjduppgifter (DEM 3") från Viewfinder Panoramas, inom 10 km radie.[2] Mer om algoritmen finns här: Användare:Lsjbot/Algoritmer.